# Gul sötväppling
Gul sötväppling (Melilotus officinalis) är en ett- till tvåårig art i familjen ärtväxter. Den blir 30 till 150 cm hög och blommar från juli till september med gula små blommor i långa smala klasar som utgår från bladvecken. Stjälkarna är höga, kantiga, kala och har ett antal förgreningar. Bladen är små och tretaliga och tandade. Fröbaljan blir tre till fem mm tjock, är kal, gulbrun och tvärrynkad.
Gul sötväppling är ganska sällsynt i Norden, men trivs på öppen näringsrik grusmark exempelvis vid vägkanter, tippar och ruderatmark.
Gul sötväppling är en mycket bra biväxt på nektar och bra på pollen, 3-2 i de betyg den får som dragväxt.

## Medicinsk användning
Växten innehåller cumarin, en blodförtunnande substans som används för att förebygga blodproppar.
Inom alternativmedicinen används växtens blad främst för sina påstått antinflammatoriska, avsvällande och cirkulationsförbättrande egenskaper, vilka "ökar ven- och lymfflödet".